# Secret of the Wings
Secret of the Wings (Nederlands: Tinkerbell en het geheim van de vleugels) is een Amerikaanse animatiefilm van Walt Disney Pictures uit 2012 met Tinkerbell uit het verhaal van Peter Pan in de hoofdrol. In de film trekt Tinkerbell naar de Winter Woods en ontmoet ze haar tweelingzus Periwinkle. De film is de vierde uit de serie over Tinkerbell, waarbij elk film zich in een ander seizoen afspeelt.
De film is een productie van John Lasseter.  Regisseur was Peggy Holmes, bijgestaan door Bobs Gannaway. In de oorspronkelijke Engelstalige versie zijn Mae Whitman, Lucy Liu, Megan Hilty, Raven-Symoné, Angela Bartys, Matt Lanter, Timothy Dalton, Lucy Hale en Debby Ryan te horen als stemacteurs en hoort men als verteller Anjelica Huston.